# Оганесян, Лилит Вачагановна
Лилит Вачакановна Оганесян (сценическое имя Лили́; арм. Լիլիթ Վաչագանի Հովհաննիսյան ; 7 декабря 1987, Ереван) — армянская поп-певица.

## Биография
Родилась 7 декабря 1987 года в Ереване. До 2002 года училась в музыкальной школе имени Джрбашяна по классу фортепиано. В 2005 году окончила факультет вокала Государственного театра песни Армении.
В 2006 году приняла участие в первом сезоне проекта «Hay Superstar», заняв 4 место. Затем выиграла «Гран-при» конкурса «Yntsa».
В 2011 году окончила вокально-джазовый факультет Ереванской государственной консерватории имени Комитаса.
С 2013 года активно гастролирует. В 2019 году в рамках «Dream World Tour» выступила более чем в 70 городах Европы (Франция, Германия, Швеция, Испания, Болгария, Россия, Украина), Северной (Канада, США) и Южной (Бразилия, Уругвай, Аргентина) Америк, Австралии.

## Личная жизнь
Вышла замуж 29 июня 2011 года. Муж — пианист, певец, композитор и продюсер Ваграм Петросян.

## Награды
- 2007 — «Hay Superstar», финалистка конкурса;
- 2008 — «Yntsa», Гран-при;
- 2008 — Лауреат Национальной музыкальной премии в категории «Открытие года»;
- 2009 — Лауреат Национальной музыкальной премии в категории «Лучшая певица года»;
- 2009 — Лауреат Национальной музыкальной премии в категории «Лучший саундтрек года»;
- 2011 — «Самый лучший дуэт года» на сайте «Hayfanat»[2];
- 2012 — «Лучшая певица года» по версии журнала De Facto;
- 2012 — 3 награды от Топ-10 музыкальных проектов;
- 2012 — Победительница премии Dar-21 TV в категории «Лучший клип года»;
- 2012 — Победительница премии Dar-21 TV в категории «Лучшая певица года»;
- 2012 — «Tu-Tu-Tu» клип был признан «Лучшим клипом апреля»` по версии Первого канала Армения;
- 2012 — «Te axjik linei» клип был признан «Лучшим клипом сентября» по версии Первого канала Армения;
- 2012 — "Yes em horinelլ"клип был признан «Лучшим клипом Декабря» по версии Первого канала Армения;
- 2013 — «Лучшее видео» (Yes em horinel) по версии Armenian Pulse Awards;
- 2013 — «Лучшая певица года» пo версии Музыкальной премии Армении;
- 2014 — «Лучшая певица года» по версии World Armenian Entertainment;
- 2014 — Победительница премии Dar-21 TV в категории «Лучшая певица года»;
- 2015 — Победительница премии Dar-21 TV в категории «Лучший танцевальный клип»;
- 2015 — Победительница премии Dar-21 TV в категории «Лучший cover года»;
- 2016 — «Лучшая певица года» по версии «PanArmenian Entertainment Awards»;
- 2017 — «Песня года» по версии «Armenia TV Music Awards» в Сочи;
- 2018 — «Песня года» по версии «Armenia TV Music Awards» в Сочи.

## Творчество

### Альбомы
- «Nran» (2011)
- «Dream: Iconic Remakes» (2022)

### Синглы
- «Voch Voch» (2011)
- «Nran» (2011)
- «Het chgas» (2011)
- «Inchu em qez sirum» (2011)
- «Mayrik» (2011)
- «Qonn em dardzel» (2012)
- «Im srtin asa» (2012)
- «Tu Tu Tu» (2012)
- «Te axjik lineir» (2012)
- «Yes em horinel» (2012)
- «Qez mi or togheci» (2013)
- «Requiem» (2013)
- «Gnchuւ» (2013)
- «Eli Lilit» (2013)
- «Elegia» (2013)
- «Qez xapel em» (2014)
- «Armenian Girl» (2014)
- «Indz chspanes» (2014)
- «De el mi» (2014)
- «Im tiknikn es» (2015)
- «Mexikakan» (2015)
- «Im ser atum em qez» (2015)
- «Yeres chteqes» (2015)
- «Im bajin sery» (2016)
- «Hetdimo» (2016)
- «Hin janaparhov» (2016)
- «Chkites honqerd» (2017)
- «Avirel es» (2017)
- «Balkan Song» (2018)
- «Bulgarian» (2018)
- «Tshnamus chem tsankana» (2018)
- «DREAM» (2019)
- «Meghavory» (2019)
- «Ti ti ti» (2021)
- «Yeli Yeli» (2023)
- «Ush a» (2024)
- «Nor ynkeruhud asa» (2024)
- «Abnormal» (2024)

### Саундтреки
- «Spanvats aghavni» («Spanvats aghavni», 2009)
- «Shatakhos andzrev» («Tigrani moloraky», 2012)
- «Qami» («Yntryalnery», 2013)